# Leo Kestenberg

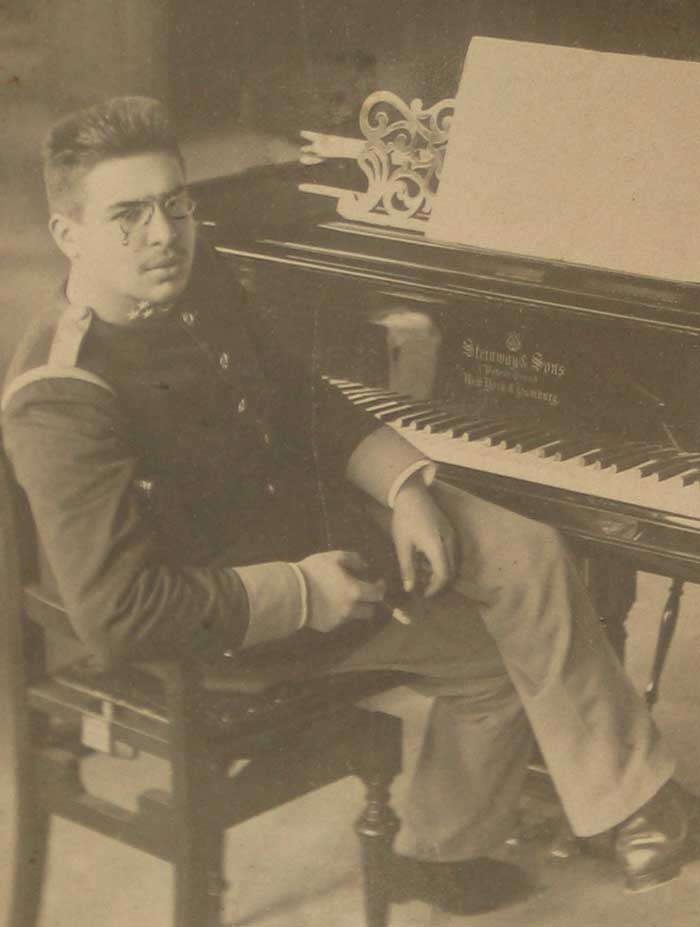
Leo Kestenberg.

Leo Kestenberg, född 27 november 1882 i Rosenberg i dåvarande kungariket Ungern, död 13 januari 1962 i Tel Aviv, var en ungersk-tysk musiker och socialdemokratisk kulturpolitiker. 
Kestenberg var känd som betydande pianist, då han efter novemberrevolutionen i Tyskland 1918 blev referent för musikfrågor i det preussiska kultusministeriet. År 1921 blev han även professor vid musikhögskolan i Berlin. 
Kestenberg var en pionjär inom musikfolkbildningen och blev ansvarig för de progressiva reformerna inom musikundervisningen i Preussen i början av 1930-talet. Han propagerade för att skolan skulle ansvara för den musikaliska folkbildningen och för professionell utbildning av musiklärare. Efter det nazistiska maktövertagandet 1933 utvandrade dock Kestenberg, som var jude, till Tjeckoslovakien för att senare bosätta sig i Tel Aviv.